# Канава
Канава или канвас (на френски: canevas) е вид дебела, здрава, плътна, устойчива тъкан, изработена от преплетени памучни влакна (по-рядко лен и коноп), която се използва за направата на художествени (за рисуване или бродиране) платна, корабни ветрила, палатки, тенти, шатри, раници, работни панталони и обувки. Импрегнираната с огнеупорни, водоотблъскващи и противогнилостни съставки канава се нарича брезент.

## Етимология
Думата канава (канавас, канаваца) идва от френски (canevas), което произлиза от латинското Cannapaceus – „направен от коноп“. Конопената тъкан има голяма здравина, отблъсква влагата и не се поврежда от морската вода.

## История
Използването на вятъра е един от най-древните начини за задвижване на плавателен съд наред с греблата, но корабите с гребци имат много по-голям екипаж, съответно много по-малък полезен товар. Така ветроходните кораби започват да ги изместват, особено за дълги пътувания. Тежките условия в открито море пораждат необходимост от здрав и издръжлив на всякакви атмосферни влияния материал за платната. Също така да може да се транспортира лесно, заради резервните платна, които са от изключителна важност, когато си насред океана. Търговците искат нови пазари, както и по-бързи и сигурни доставки, и това води до великите географски открития в началото на 15 век, както и откриването на морските пътища към Индия и Америка, с което започва т.нар. епоха на платното.
Масовото производство на канава е свързано с появата на големите търговски флотилии и колонизацията. Успоредно възниква и пиратството и необходимостта от защита на търговските кораби и колонии, водещо до развитие и на военноморския флот.
Поради своята здравина, лекота и слаба еластичност канавата става предпочитан материал за изготвянето на платна за маслена живопис, като измества чисто дървената основа през 15 век, започвайки от Венецианската република. Нейният развитият търговски флот, има нужда от много канава за своите ветроходни кораби, което намалява цената ѝ. Това, съчетано с лекотата на канавата и по-лесното ѝ транспортиране, прави рисуването върху платно много популярно. Венецианските художници първи започват да използват масово новата основа, а рисуването върху канава се разпространява през следващите векове в Италия и Северна Европа. Канавата обикновено се опъва върху дървена рамка и може да бъде направена от различни материали като коноп, памук, лен или синтетика. В началото на 20 век, започва да се прави канава от памук – т.нар. „памучен дюк“.
В края на 19 век, с навлизането на парния двигател, потребността от платна намалява и до появата на синтетичните материали той широко се използва за изработка на непромокаеми плащове, специално облекло и аксесоари.